# Porropis
Genre
Porropis est un genre d'araignées aranéomorphes de la famille des Thomisidae.

## Distribution
Les espèces de ce genre se rencontrent en Océanie et en Angola.

## Liste des espèces
Selon World Spider Catalog (version 18.0, 21/02/2017) :
- Porropis callipoda Thorell, 1881
- Porropis flavifrons L. Koch, 1876
- Porropis homeyeri (Karsch, 1880)
- Porropis nitidula Thorell, 1881
- Porropis poecila Kulczyński, 1911
- Porropis tristicula Thorell, 1881

## Publication originale
- L. Koch, 1876 : Die Arachniden Australiens. Nürnberg, vol. 1, p. 741-888 (texte intégral).